# Liste der Monuments historiques in Castellane
Die Liste der Monuments historiques in Castellane führt die Monuments historiques in der französischen Gemeinde Castellane auf.

## Liste der Bauwerke
| Bezeichnung                 | Beschreibung | Standort | Kennzeichnung | Schutzstatus | Datum | Bild |
| --------------------------- | ------------ | -------- | ------------- | ------------ | ----- | ---- |
| Kirche St-Thyrse de Robion  |              | (Lage)   | PA00080357    | Classé       | 1944  |      |
| Dolmen des Pierres Blanches |              | (Lage)   | PA00132925    | Inscrit      | 1994  |      |
| Kirche St-Pons d’Éoulx      |              | (Lage)   | PA00080358    | Classé       | 1981  |      |
| Kirche St-Victor            |              | (Lage)   | PA00080359    | Classé       | 1944  |      |
| Turm                        |              | (Lage)   | PA00080360    | Inscrit      | 1927  |      |
| Uhrturm                     |              | (Lage)   | PA00080361    | Classé       | 1920  |      |
| Fünfeckiger Turm            |              | (Lage)   | PA00080362    | Classé       | 1921  |      |

## Liste der Objekte
- Monuments historiques (Objekte) in Castellane in der Base Palissy des französischen Kultusministeriums